# Fakhri bin Ismail
Mohamed Fakhri bin Ismail (Bandar Seri Begawan, 6 marzo 1991) è un velocista bruneiano.
Ha rappresentato il Sultanato del Brunei ai Giochi olimpici di Rio de Janeiro 2016, essendo portabandiera della delegazione nel corso della cerimonia d'apertura della manifestazione.

## Record nazionali
- 100 metri piani: 10"59 ( Singapore, 9 giugno 2015)

## Palmarès
| Anno | Manifestazione              | Sede           | Evento        | Risultato | Prestazione | Note |
| ---- | --------------------------- | -------------- | ------------- | --------- | ----------- | ---- |
| 2015 | Giochi del Sud-est asiatico | Singapore      | 100 m piani   | 8º        | 10"67       |      |
| 2015 | Giochi del Sud-est asiatico | Singapore      | 4×100 m piani | 5º        | 40"95       |      |
| 2015 | Mondiali                    | Pechino        | 100 m piani   | Batteria  | 10"72       |      |
| 2016 | Giochi olimpici             | Rio de Janeiro | 100 m piani   | Batteria  | 10"95       |      |
| 2017 | Giochi del Sud-est asiatico | Kuala Lumpur   | 100 m piani   | Batteria  | 10"75       |      |
| 2017 | Giochi del Sud-est asiatico | Kuala Lumpur   | 4×100 m piani | 5º        | 40"21       |      |
| 2018 | Giochi asiatici             | Giacarta       | 100 m piani   | Batteria  | 10"83       |      |